# Der Sozialismus, Deine Welt

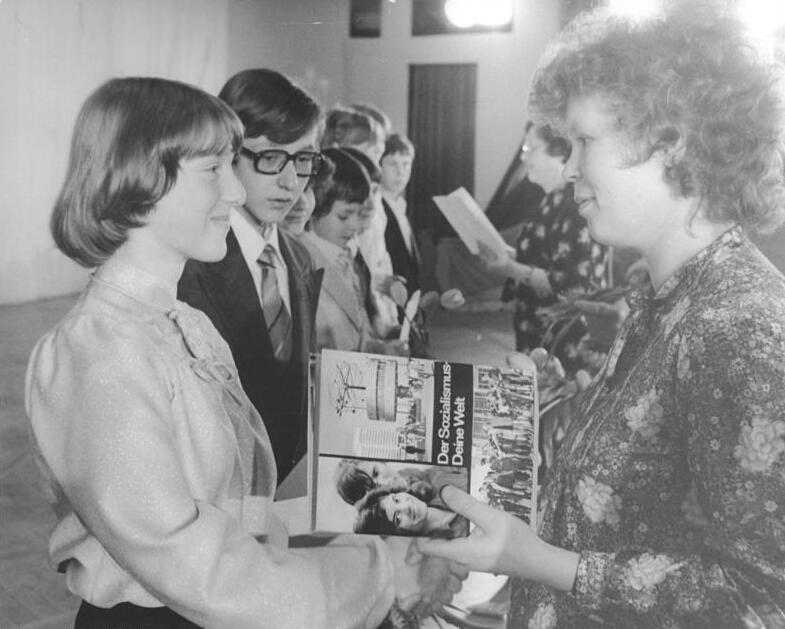
Buch als Geschenk bei einer Jugendweihefeier der Karl-Grünberg-Oberschule in Berlin-Köpenick in der Kongresshalle (1979)

Der Sozialismus, Deine Welt ist ein 1975 erschienenes Buch, das von seinem Erscheinen an bis 1982 als Geschenk zur Jugendweihe in der DDR überreicht wurde. Es wurde von einem Autorenkollektiv verfasst und hat ein Geleitwort des damaligen Staatsratsvorsitzenden Erich Honecker. Im Mittelpunkt stehen der Wiederaufbau der Städte, das Militär und Technik. Zuvor wurde das Buch Weltall Erde Mensch zum gleichen Anlass verschenkt; Nachfolger war Vom Sinn unseres Lebens.

## Texte
Das Buch ist in drei große Abschnitte gegliedert: „Unsere sozialistische Weltanschauung“, „Unser Jahrhundert – das Jahrhundert des Sozialismus“ sowie „Dein Platz im Sozialismus“.
Die Texte haben eine Länge von bis zu fünf Seiten. Autoren sind unter anderem Karl Liebknecht, Paul Dessau, Gerhard Schürer, Egon Krenz, Juri Gagarin und Ernst Thälmann. Josef Wenigs Beitrag ist mit „Uran für den Frieden“ betitelt und würdigt die Arbeiter der Wismut.
Das Buch wurde wiederholt überarbeitet und weist zwischen der ersten Auflage von 1975 und der achten Auflage von 1982 einige wesentliche Unterschiede auf, die die Entwicklung der inneren und äußeren Verhältnisse der DDR spiegeln: 1975 beginnt das Werk noch mit einem Inhaltsverzeichnis, 1982 dagegen mit einem dreiseitigen Vorwort von Erich Honecker und einem großen Foto von ihm und einer Vertreterin der FDJ. 1975 gibt es auf der Einbandinnenseite noch eine Grafik von Europa in den 1920er Jahren mit Deutschland als Umriss und auch als Deutschland beschriftet. Es gibt auch einen Abschnitt „Das russische Wunder“ mit einer Darstellung der „Errungenschaften der Sowjetunion“, die 1982 fehlt. 1975 gibt es eine farbige Doppelseite, die den „antifaschistischen Widerstand in Deutschland 1933 bis 1945“ darstellt; 1982 fehlt diese Grafik. 1982 wird die Bodenverteilung nach 1945 durch ein Foto tanzender Bauern illustriert. Die Auflage von 1982 betont die Bedeutung der Volkskammer für junge Leute, indem sie drei Kategorien von „Jugendlichen“ bildet, die Sitz und Stimme in ihr haben, und differenziert zwischen den 18- bis 20-Jährigen, den 21- bis 25-Jährigen und den 26- bis 30-Jährigen. Die Auflage von 1982 enthält auch eine explizite Aufforderung, in der Nationalen Volksarmee (NVA) zu dienen: „Aufforderung zur Musterung“.

## Bilder
Der Sozialismus, Deine Welt ist farbig bebildert: Häufig zeigt es Fotos von Jugendlichen im Blauhemd der Freien Deutschen Jugend (FDJ), sei es vor der Berliner Weltzeituhr, singend oder am  Sowjetischen Ehrenmal im Treptower Park, bei einem Fackelzug oder in der Begegnung mit Komsomolzen der Kommunistischen Partei der Sowjetunion.
Unter den abgebildeten Personen finden sich Karl Marx, Friedrich Engels, Lenin, Ernst Thälmann, Wilhelm Pieck, Otto Grotewohl. FDJ-Chef Egon Krenz ist zweimal abgebildet.
Andere Sujets sind das Karl-Marx-Monument in Karl-Marx-Stadt und das Berliner Lenindenkmal. Bilder vom Wiederaufbau der Städte zeigen auch Metropolen anderer Völker im Ostblock wie Warschau, Moskau oder Prag.
Ganzseitig und in Farbe sind Bilder und Plastiken in der DDR lebender Künstler abgebildet:  Bernhard Heisig, Fritz Cremer, Barbara Müller-Kageler, Josep Renau oder Willi Sitte. Außerdem Jewgeni Wiktorowitsch Wutschetitschs Werk nach dem biblischen Motto Schwerter zu Pflugscharen.

## Weblink
- Der Sozialismus, Deine Welt, Verlag Neues Leben, Berlin 1975

## Ausgaben
- Heinrich Gemkow und Redaktions-Kollegium für den Zentralen Ausschuss für Jugendweihe in der Deutschen Demokratischen Republik (Hg.): Der Sozialismus – Deine Welt. Verlag Neues Leben, Berlin 1975. DNB 750248742
- zweite, überarbeitete Auflage, 1975
- dritte, bearbeitete Auflage, 1977
- vierte, bearbeitete und z. T. neugefasste Auflage, 1978
- fünfte, bearbeitete und z. T. neugefasste Auflage, 1979
- sechste, bearbeitete und z. T. neugefasste Auflage, 1980
- siebte, neubearbeitete und z. T. neugefasste Auflage, 1981
- achte, bearbeitete Auflage, 1982